# فرانز كلاين (نحات)
فرانز كلاين (بالألمانية: Franz Klein)‏ هو نحات نمساوي، ولد في 1779 في فيينا في النمسا، وتوفي بنفس المكان في 1840.